# 112900 Тоннігоффман
112900 Тоннігоффман (112900 Tonyhoffman) — астероїд головного поясу, відкритий 20 серпня 2002 року.
Тіссеранів параметр щодо Юпітера — 3,383.